# Carancas (meteoryt)
Carancas – chondrytowy meteoryt, który 15 września 2007 ok. 11:45 czasu lokalnego (16:45 UTC) spadł niedaleko wioski Carancas w dystrykcie Desaguadero prowincji Chucuito regionu Puno w Peru, niedaleko boliwijskiej granicy i jeziora Titicaca. W tym samym czasie, blisko 600 mieszkańców pobliskiej wsi z nieznanych przyczyn zachorowało, z objawami zmian skórnych, nudności, bólów głowy, biegunki i wymiotów. Impakt spowodował powstanie krateru o głębokości ponad 4,5 metra i średnicy 13 metrów, z wypaloną ziemią wokół. Lokalny przedstawiciel władz, Marco Limache, powiedział, że „para zaczęła wydobywać się z krateru, a cząstki skały i popiół znajdowały się w pobliżu”, gdy „cuchnące i niezdrowe” gazy wydobywały się z krateru.
20 września peruwiańscy naukowcy potwierdzili, że krater powstał w wyniku upadku meteorytu, lecz nie pojawiły się informacje na temat przyczyny zachorowań. Specjaliści od kraterów spowodowanych przez meteoryty określili zdarzenie niezwykłym i stwierdzili, że meteoryt miał przynajmniej 3 metry średnicy zanim się rozpadł. Zdaniem ekspertów szczegóły wydarzenia takie jak wrzenie wody w błotnistym kraterze przez dziesięć minut od wytworzonego ciepła nie pasowały do postawionej hipotezy. Większość meteorytów lądujących na Ziemi jest zimna, gdyż zewnętrzne warstwy wypalają się i rozpadają, zanim obiekt uderzy w ziemię.
Później potwierdzono, że meteoryt miał wysoką zawartość żelaza i posiadał właściwości magnetyczne podobne do obiektów metalicznych, co spowodowało zatrzymanie ciepła po wejściu do atmosfery. To prawdopodobnie spowodowało reakcję ze złożami arsenu w wodach gruntowych i doprowadziło do zachorowań, które w rzeczywistości były zatruciami arsenem wywołanymi wdychaniem oparów z wrzącej wody skażonej arsenem.

## Upadek meteorytu i zachorowania
Po usłyszeniu odgłosu eksplozji Peruwiańczycy zaczęli przypuszczać, że to sąsiednie Chile przypuściło atak. Miejscowi mieszkańcy dotykali błyszczące odłamki meteorytu wierząc, że mają wartość pieniężną i niedługo po tym zachorowali. Pierwsi policjanci, którzy pojawili się na miejscu, żeby zbadać miejsce zdarzenia również zachorowali.
Po zdarzeniu z 15 września 2007 roku wzrosła liczba ludzi, którzy zachorowali, co wymagało postawienia pomocniczych namiotów medycznych przy ośrodku zdrowia w Carancas. Pacjenci byli leczeni na zmiany skórne, nudności, bóle głowy, biegunki i wymioty. Doniesiono również o zdychaniu pobliskiego żywego inwentarza. Miejscowe władze podjęły decyzję o wprowadzeniu zakazu picia wody z pobliskich źródeł w obawie przed ich skażeniem i rozważyły ogłoszenie stanu wyjątkowego.

## Odpowiedź rządu
W przeciwieństwie do doniesień międzynarodowych mediów, peruwiańscy przedstawiciele rządowi od spraw zdrowia umniejszali znaczenie wydarzenia. Jorge López Tejada, Regionalny Dyrektor Zdrowia dla regionu Puno zaprzeczył istnieniu jakiejkolwiek poważnej sytuacji medycznej. Jednakże ekipa medyczna przybyła z wyposażeniem na miejsce 18 września i doniosła, że opary unoszące się z krateru spowodowały problemy zdrowotne. Wcześniej Tejada oświadczył, że policjanci mieli zawroty głowy, nudności i wymiotowali.
19 września Andina – oficjalna peruwiańska rządowa agencja informacyjna doniosła o pewnej poprawie u chorych mieszkańców. „Ludzie powracają do zdrowia, nie ma krytycznych przypadków. Łącznie około 200 ludzi miało różne objawy” oświadczył López Tejada. Przedstawiciele rządu poprosili również, aby ludzie unikali kontaktu ze „świecącym obiektem, który spadł z nieba”.

## Przypuszczalne przyczyny zachorowań
Naukowcy od początku wykluczyli promieniowanie jako przyczynę zachorowań. Renan Ramírez z peruwiańskiego Instytutu Energii Atomowej oświadczył, że problemy ze zdrowiem mogły być spowodowane przez siarkę, arsen lub inne toksyny, które mogły się uwolnić pod wpływem dużej ilości ciepła jaka powstała przy uderzeniu meteorytu. Pewne anonimowe źródła peruwiańskie zaraz po wydarzeniu potwierdziły, że był to upadek meteorytu. Następnie 18 września peruwiańscy wulkanolodzy podali, że impakt był spowodowany meteorytem chondrytowym.
Niektóre źródła początkowo wskazywały na podejrzenie przyczyny psychosomatycznej zachorowań, a niektórzy naukowcy spekulowali, że zdarzenie mogło w ogóle nie być natury pozaziemskiej. Don Yeomans, dyrektor programu NEO (Near Earth Object) w NASA Jet Propulsion Laboratory w Pasadenie w Kalifornii powiedział: „Statystycznie znacznie bardziej prawdopodobne jest, że zjawisko jest pochodzenia ziemskiego, a nie pozaziemskiego. Szkodliwe gazy, które prawdopodobnie spowodowały zachorowania wśród zaciekawionej miejscowej ludności, która przybyła, aby zobaczyć krater, wskazywałyby na aktywność hydrotermalną, taką jak na przykład miejscowa eksplozja gazu, ponieważ meteoryty nie uwalniają zapachów.”
Według geofizyka Larry’ego Grossmana z Uniwersytetu Chicagowskiego doniesienia o bardzo jasnym obiekcie na niebie oraz eksplozji odpowiadają upadkowi materiału pozaziemskiego. Raport trzech geologów z Instytutu Geofizyki w Peru został przedstawiony w czwartek, 20 września. Astrofizyk Jose Ishitsuka potwierdził impakt meteorytu.
20 września Laboratorium Rentgenowskie wydziału nauk geologicznych uniwersytetu Mayor de San Andreas w La Paz w Boliwii opublikowało raport na temat analizy małych próbek materiału zdobytego w miejscu upadku. Stwierdzono, że skład pierwiastkowy próbek odpowiada meteorytowi o typie pośrednim pomiędzy żelaznym (syderyt), a skalistym (chondryt). Wykryli żelazo, nikiel, kobalt i ślady irydu – pierwiastki charakterystyczne dla składu syderytów. Skład ilościowy krzemu, glinu potasu, wapnia, magnezu, fosforu nie odpowiada składowi ziemskich skał.
21 września uważano już, że zachorowania zostały spowodowane zatruciem arszenikiem. Luisa Macedo z peruwiańskiego Instytutu Górnictwa, Metalurgii i Geologii powiedziała, że gazy powstały w wyniku reakcji gorącej powierzchni meteorytu z podziemnymi zbiornikami wody gruntowej zatrutej arszenikiem. Naturalne złoża arsenu w wodach gruntowych są powszechne w Peru. José Ishitsuka z peruwiańskiego Instytutu Geofizyki powiedział: „Upadek rozgrzanego do wysokiej temperatury meteorytu do wody może spowodować powstanie kolumny pary”. Jednakże meteoryty o względnie niskiej temperaturze upadające na Ziemię są częstym zjawiskiem, co sprawia, że to wydarzenie jest niezwykłe.